# 裂鰭深巨口魚
裂鰭深巨口魚（学名：Bathophilus schizochirus）为輻鰭魚綱巨口鱼目巨口鱼科的其中一種。分布于全球三大洋海域，為深海魚類，棲息深度可達540公尺，體幾乎為黑色，體長可達10.3公分。

## 扩展阅读
維基物種上的相關：裂鰭深巨口魚